# National Provincial Championship 1988
La National Provincial Championship 1988 fue la decimotercera edición del principal torneo de rugby de Nueva Zelanda.
El campeón del torneo fue el equipo de Auckland quienes lograron su quinto campeonato.

## Sistema de disputa
Los equipos enfrentan a los diez equipos restantes en una sola ronda.
- El equipo que logre mayor cantidad de puntos al final del torneo se corona campeón.

- El equipo ubicado en la 11° posición al final del campeonato desciende directamente a la Segunda División.

## Clasificación
| Pos. | Equipo           | Encuentros | Encuentros | Encuentros | Encuentros | Tantos | Tantos | Tantos | PB | PB | Puntos |
| Pos. | Equipo           | PJ         | PG         | PE         | PP         | F      | C      | Dif    | BO | BD | Puntos |
| ---- | ---------------- | ---------- | ---------- | ---------- | ---------- | ------ | ------ | ------ | -- | -- | ------ |
| 1.º  | Auckland         | 10         | 10         | 0          | 0          | 313    | 114    | +199   | 0  | 0  | 40     |
| 2.º  | Wellington       | 10         | 8          | 0          | 2          | 300    | 165    | +135   | 0  | 2  | 34     |
| 3.º  | Otago            | 10         | 8          | 0          | 2          | 316    | 154    | +162   | 0  | 0  | 32     |
| 4.º  | North Harbour    | 10         | 5          | 1          | 4          | 227    | 187    | +40    | 0  | 2  | 24     |
| 5.º  | North Auckland   | 10         | 5          | 0          | 5          | 237    | 202    | +35    | 0  | 3  | 23     |
| 6.º  | Canterbury       | 10         | 5          | 0          | 5          | 180    | 197    | -17    | 0  | 2  | 22     |
| 7.º  | Counties Manukau | 10         | 4          | 1          | 5          | 160    | 208    | -48    | 0  | 1  | 19     |
| 8.º  | Waikato          | 10         | 4          | 0          | 6          | 174    | 248    | -74    | 0  | 2  | 18     |
| 9.º  | Taranaki         | 10         | 3          | 0          | 7          | 173    | 268    | -95    | 0  | 2  | 14     |
| 10.º | Bay of Plenty    | 10         | 1          | 0          | 9          | 194    | 278    | -84    | 0  | 2  | 6      |
| 11.º | Manawatu         | 10         | 1          | 0          | 9          | 84     | 337    | -253   | 0  | 1  | 5      |

|  | Campeón.                  |
|  | Descenso a la División 2. |

| Bandera de Nueva Zelanda |
| Campeón Auckland         |
| Quinto título            |